# Woo Weekend
Singles de BoA
Mamoritai ~White Wishes~
(2009) Milestone
(2011)
Woo Weekend est le 31e single de BoA sorti sous le label Avex Trax le 21 juillet 2010 au Japon. Il atteint la 10e place du classement de l'Oricon et reste classé 6 semaines pour un total de 12 459 exemplaires vendus. La chanson Woo Weekend se trouve sur l'album Who's Back?.

## Liste des titres
| 1. | Woo Weekend                      |  |
| 2. | No Dance, no Life                |  |
| 3. | Woo Weekend (Instrumental)       |  |
| 4. | No Dance, no Life (Instrumental) |  |

| 1. | Woo Weekend (Music Clip)  |  |
| 2. | Making Clip (First Press) |  |